# James Scott Bowerbank

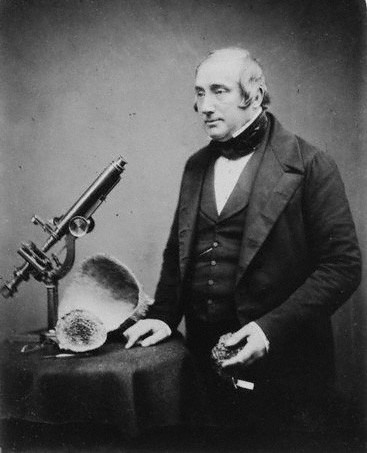
James Scott Bowerbank.

James Scott Bowerbank, född den 14 juli 1797 i London, död den 8 mars 1877, var en engelsk naturforskare.
Bowerbank  började som destillator, men ägnade sig, efter att ha förvärvat en stor förmögenhet, helt och hållet åt mikroskopiska undersökningar, i synnerhet av havssvampdjuren. Hans banbrytande arbeten inom denna del av naturhistorien är On the Anatomy and Physiology of the Spongiadæ (offentliggjort av "Royal Society" 1858) och Monograph of the British Spongiadæ (offentliggjort av "Ray Society" 1864–66). Bowerbank tillhörde även stiftarna av "Royal Microscopical Society" och "Palaeontographical Society". 